# Barney Stinson
Barnabas "Barney” Stinson es un personaje creado por Carter Bays y Craig Thomas para la serie de televisión estadounidense How I Met Your Mother (en España: "Cómo conocí a vuestra madre", en América Latina: "Cómo conocí a tu madre") de la cadena CBS. Es interpretado por el actor Neil Patrick Harris. Barney es uno de los cinco protagonistas de la serie junto a Marshall Eriksen, Robin Scherbatsky, Lily Aldrin y Ted Mosby, y en contraste con este último (que pretende sentar la cabeza, casarse y tener hijos), él es un mujeriego y tiene aversión al compromiso. Cuenta con una gran variedad de estrategias y reglas con el fin de seducir a mujeres.

## Personaje
Barney Stinson es uno de los cinco personajes principales de How I Met Your Mother. Él está en sus treinta y tantos años, lleva un traje, le gustan las mujeres con "problemas con sus padres" y está con frecuencia dispuesto a ofrecer su (a veces hipócrita) opinión. A principios Barney es un gran mujeriego, y ha sido descrito como un "sociópata de alto funcionamiento", su mejor amigo, Ted Mosby, quiere sentar cabeza. Stinson tiene una gran cantidad de estrategias y reglas diseñadas para cumplir con las mujeres, dormir con ellas y desecharlas. A través de varias temporadas de la serie, cuatro de los personajes principales son parejas, como Ted comenzó a salir con Robin Scherbatsky y el compañero de Ted, Marshall Eriksen se comprometió y se casó con Lily Aldrin. Esto dejó a Stinson como el único personaje soltero, y, según Harris, Stinson fue "resentido" que los otros personajes habían emparejado. Más tarde, en la temporada 5, salía con Robin.
Harris describe a Barney como un hombre que "le gusta crear situaciones locas y luego sentarse y ver que todo se vaya hacia abajo". Tiende a ser oportunista y manipulador, y tratará de manipular la situación para que vaya a su manera. En el episodio "Shelter Island", por ejemplo, Barney convence con éxito a Robin (en la que estaba exhibiendo interés romántico) para ir a la boda de Ted y Stella, a pesar de que no era en el mejor interés de la pareja para hacerlo, y en el episodio "Cleaning House" convence a todo el grupo para que los ayude a mudar de casa a su madre, aun cuando creían que no sería posible.
Trabaja en el Goliath National Bank, en el que entró mediante su "contacto", que al ver su cualificación en el "M.I.T" (y al haber los federales arrestado al anterior en su cargo), comenzó a firmar los documentos con trabas ilegales del banco, ganando así "16 montones" de dólares al año, lo que hace posible llevar a cabo su gran plan final: vengarse del hombre trajeado que le robó a Shannon haciendo de chivo expiatorio del FBI meses después de casarse con Robin. Antes de su casamiento con Robin, Barney tuvo dos relaciones importantes, una de ellas era Nora, quien era amiga de trabajo de Robin y con quien terminó por serle infiel por esta última, y con Quinn quien tenía una profesión como estríper y que tenían personalidades parecidas, al final de la séptima temporada Barney decide pedirle matrimonio a Quinn y esta acepta, pero en la octava temporada deciden terminar su compromiso ya que no confiaban el uno en el otro.
La última temporada se centra alrededor de Robin y Barney en el fin de semana de su boda. Después de cierta aprensión de ambas partes, se casan después de que él se compromete a ser siempre honesto con ella. El final transmitido de la serie revela que, tres años después de su boda, se divorciaron porque el agitado horario de viaje de Robin les impide pasar algún tiempo juntos. Barney vuelve a una vida de sexo sin sentido con varias mujeres por varios años después, hasta que deja a uno de sus romances de una noche embarazada. Él odia la idea de ser padre hasta el día que nace su hija, una niña llamada Ellie. Él se enamora de la niña a primera vista y se convierte en un padre devoto, abandonando su estilo de vida fiestera y desarrollando sentimientos paternales hacia ella.
En el capítulo 11 de la temporada 2 de How I Met Your Father podemos ver un crossover de este personaje, donde se recalca el cambio de vida del personaje en su etapa de paternidad.